# Villar Focchiardo
Villar Focchiardo is een gemeente in de Italiaanse provincie Turijn (regio Piëmont) en telt 2041 inwoners (31-12-2004). De oppervlakte bedraagt 25,6 km², de bevolkingsdichtheid is 80 inwoners per km².

## Demografie
Villar Focchiardo telt ongeveer 918 huishoudens. Het aantal inwoners steeg in de periode 1991-2001 met 1,4% volgens cijfers uit de tienjaarlijkse volkstellingen van ISTAT.
| Jaar | Inwoneraantal |
| ---- | ------------- |
| 1991 | 2009          |
| 2001 | 2037          |

## Geografie
Villar Focchiardo grenst aan de volgende gemeenten: San Didero, San Giorio di Susa, Borgone Susa, Sant'Antonino di Susa, Coazze.
1. ↑  https://demo.istat.it/?l=it.